# Little Wing
Little Wing is een nummer van de Amerikaanse band The Jimi Hendrix Experience. Het nummer werd uitgebracht als de zesde track op hun album Axis: Bold as Love.

## Achtergrond
"Little Wing" is ontstaan uit "(My Girl) She's a Fox", een nummer dat geïnspireerd was door een tournee van Curtis Mayfield in 1963 waarbij Hendrix als voorprogramma optrad. Het nummer werd geschreven in 1966 en evolueerde later naar "Little Wing". Volgens Hendrix was het nummer ontstaan uit een idee dat hij had toen hij met zijn vroege band Jimmy James and the Blue Flames in de zomer van 1966 in Greenwich Village optrad. Later vertelde hij dat verdere inspiratie voor het nummer kwam tijdens het optreden van zijn Experience op het Monterey Pop Festival in 1967: "Ik kreeg het idee toen we in Monterey waren en ik keek naar alles om mij heen. Dus ik nam alles dat ik zag en misschien zou ik het in de vorm van een meisje gieten, zoiets als dat, en dat ik het 'Little Wing' zou noemen, en dat het dan weg zou vliegen. Iedereen was aan het vliegen en ze zijn in een goed humeur, net zoals de politie en iedereen was echt, echt goed daar. Dus ik nam al die dingen en stopte ze in een klein luciferdoosje, weet je wel, in een meisje, en deed het daarna. Het was erg simpel, maar ik vind het leuk."
"Little Wing" was een van de twee nummers van het album Axis: Bold as Love dat Hendrix regelmatig live speelde. Op 8 januari 1968, ruim een maand na het verschijnen van het album, werd het in Stockholm voor het eerst tijdens een concert gespeeld. Het nummer is gecoverd door vele artiesten; zo nam Eric Clapton het op met zijn band Derek & the Dominos voor het album Layla and Other Assorted Love Songs uit 1970, nam Stevie Ray Vaughan een instrumentale versie op dat na zijn overlijden verscheen op het album The Sky Is Crying uit 1991, en zette Sting het op zijn album ...Nothing Like the Sun uit 1987. In 2004 zette het tijdschrift Rolling Stone het nummer op de 366e plaats in hun lijst The 500 Greatest Songs of All Time.

## NPO Radio 2 Top 2000
| Nummer met noteringen in de NPO Radio 2 Top 2000 | '12  | '13  | '14 | '15 | '16 | '17 | '18 | '19 | '20 | '21 | '22 | '23  | '24  |
| ------------------------------------------------ | ---- | ---- | --- | --- | --- | --- | --- | --- | --- | --- | --- | ---- | ---- |
| Little Wing                                      | 1901 | 1070 | 454 | 523 | 635 | 694 | 680 | 806 | 837 | 971 | 997 | 1103 | 1141 |

1. ↑  Een vetgedrukt getal geeft de hoogste notering aan.
2. ↑  2012 was het eerste jaar met een notering voor dit nummer.